# Ammothella prolixa
Ammothella prolixa is een zeespin uit de familie Ammotheidae. De soort behoort tot het geslacht Ammothella. Ammothella prolixa werd in 1990 voor het eerst wetenschappelijk beschreven door Child. 